# زبان‌های فرانکونیایی
زبانهای فرانکونیایی (زبانهای فرانسوی، زبانهای فرانکی) (هلندی: Frankisch ; آفریکانس: Frankies ; آلمانی: Fränkisch) شامل تعدادی از زبانها و گویشهای ژرمنی غربی است که احتمالاً ریشه در زبانها و گویشهایی دارند که در ابتدا توسط فرانکها در قرن ۳ بعد از میلاد صحبت می‌شدند. یکی از گویشوران معروف این زبانها امپراتور شارلمانی بوده‌است. زبان شناسان دیدگاه‌های متفاوتی دارند در مورد اینکه ریشه واحد زبانهای فرانکونیایی چیست و آیا این زبانها از نیازبانی به نام Istvaeonic گرفته شده‌اند، دارند
زبانها و گویشهای فرانسوی از سه گروه اصلی تشکیل شده‌است. اولین شاخه زبانهای فرانکی سفلی است که متشکل از هلندی و آفریکانس و همچنین چندین گویش فرانکی سفلی است که در هلند و بلژیک صحبت می‌شود، جایی که آنها به عنوان لهجه هلندی و لیمبورخی در نظر گرفته می‌شوند و در آلمان جایی که آنها به عنوان لهجه آلمانی در نظر گرفته می‌شوند.
گروه دوم گویشهای مرکزی و راین فرانسه هستند. لهجه‌های آلمانی مرکزی در آلمان و بلژیک با عنوان لهجه آلمانی و در لوکزامبورگ با عنون، لوکزامبورگی شناخته می شند. این گروه در فرانسه با عنوان لورن فرانکونیان و در هلند با نام کرکراس شناخته می‌شوند. آلمانی پنسیلوانیا ریشه در گویش فرانکی راین دارد.
دسته سوم از گویشهای فرانکی، دسته جنوبی هستند که با نام گویشهای فرانکی علیا شناخهته می‌شوند و شامل گویشهای فرانکی جنوبی و شرقی می‌شوند. فرانکی جنوبی عمدتاً در آلمان و همچنین در فرانسه نیز صحبت می‌شود، در حالی که فرانکی شرقی فقط در آلمان صحبت می‌شود. لهجه‌های فرانکی علیا در آلمان به عنوان لهجه آلمانی و در فرانسه به عنوان آلزاسی در نظر گرفته می‌شوند. آنها گویش‌های انتقالی بین آلمانی مرکزی و آلمانی علیا هستند. از آنجا که از آنها در منطقه فرانکونی سخن گفته می‌شود، گویشهای فرانکونیای شرقی تنها کلماتی هستند که توسط گویندگانشان از آن به عنوان «فرانکونی» (یا بهتر بگوییم Fränkisch) یاد می‌شود.

## سه گروه

### فرانکونی سفلی

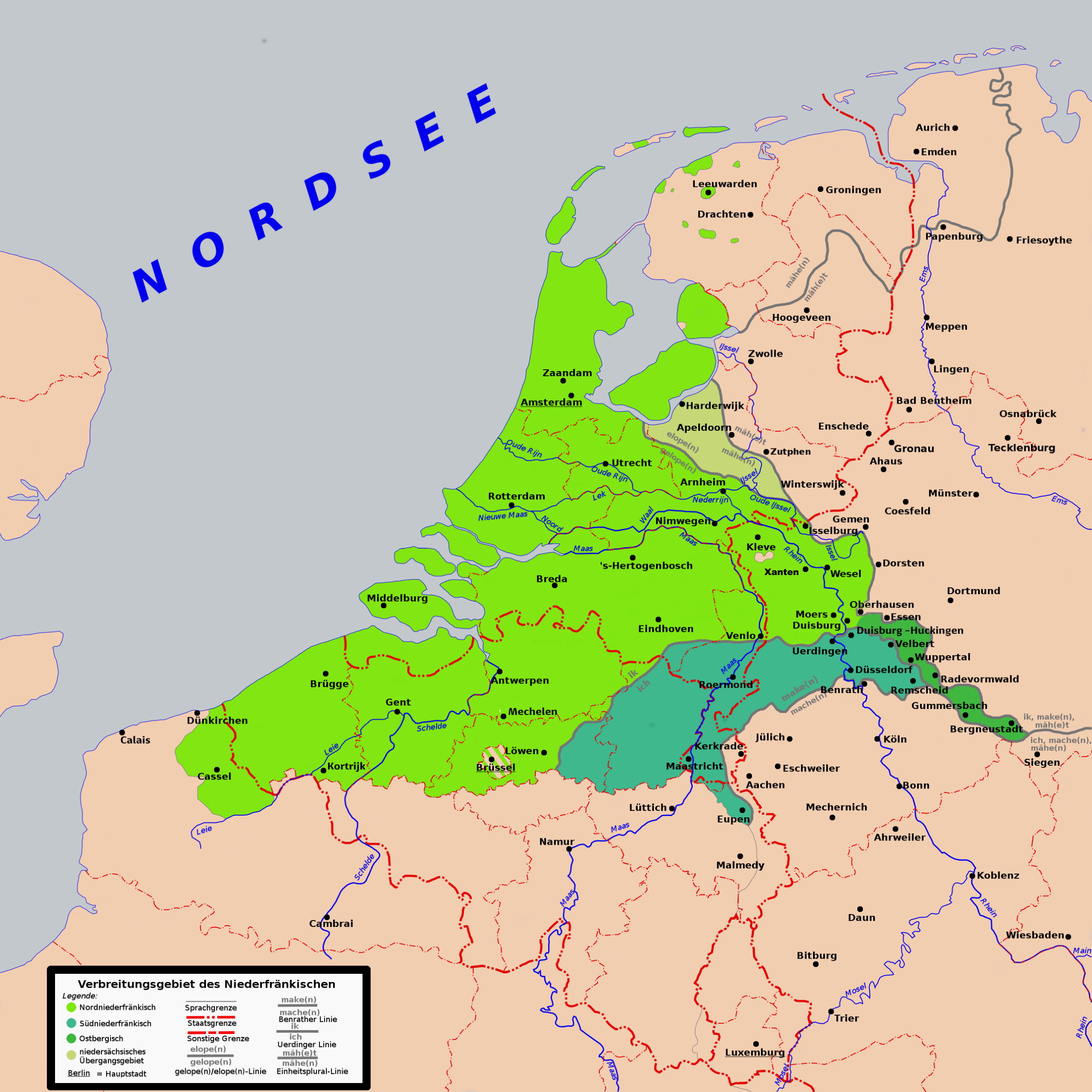
منطقه گویش فرانکونیایی پایین در هلند، بلژیک، آلمان و فرانسه.

فرانکونی سفلی (Low Franconian)، که همچنین به آن Low Frankish نیز گفته می‌شود، از هلندی، آفریقایی، لیمبورخی و گویشهای آنها تشکیل شده‌است که بعضی از آنها بعضاً به عنوان زبان‌های منطقه ای شناخته می‌شوند. زبانهای فرانکونی سفلی در هلند، بلژیک، آفریقای جنوبی، نامیبیا، نوک غربی آلمان (در منطقه غربی راین راین، داشی سابق Cleves)، نوک شمالی فرانسه (وستوهوک)، سورینام و بخش‌هایی از کارائیب، و همچنین در جوامع ایالات متحده، کانادا، استرالیا و نیوزلند صحبت می‌شوند.
با داشتن بیش از 40 میلیون گویشور، زبانهای فرانکی سفلی بیشترین تعداد گویشور را در بین سه گروه دارد و همچنین در سطح جهانی گسترده از بقیه گروه‌هاست. برخی از گویشهای این دسته در زمره زبان‌های رسمی، ملی و استاندارد هستند.
بعضی اوقات، فرانکونی سفلی همراه با آلمانی سفلی تحت عنوان گروهی با نام آلمانی سفلی "Low German" گروه‌بندی می‌شود که می‌تواند گیج کننده باشد. با این حال، از آنجا که این گروه‌بندی مبتنی بر نوآوری‌های زبانی رایج نیست، بلکه بیشتر به دلیل عدم وجود تغییر صامت آلمانی بالا و ویژگی‌های آنگلو فریسی است، دانشمندان مدرن ترجیح می‌دهند آنها را در کنار هم جمع نکنند. یک منطقه انتقالی بین فرانکونیای پایین و فرانکونیای مرکزی توسط گویشهای به اصطلاح میوز-رنیش (به عنوان مثال Low Dietsch, Bergish, and Bergish East) واقع در جنوب هلندی لیمبرگ و در نوردراین آلمان (آلمانی: Niederrhein) وجود دارد.

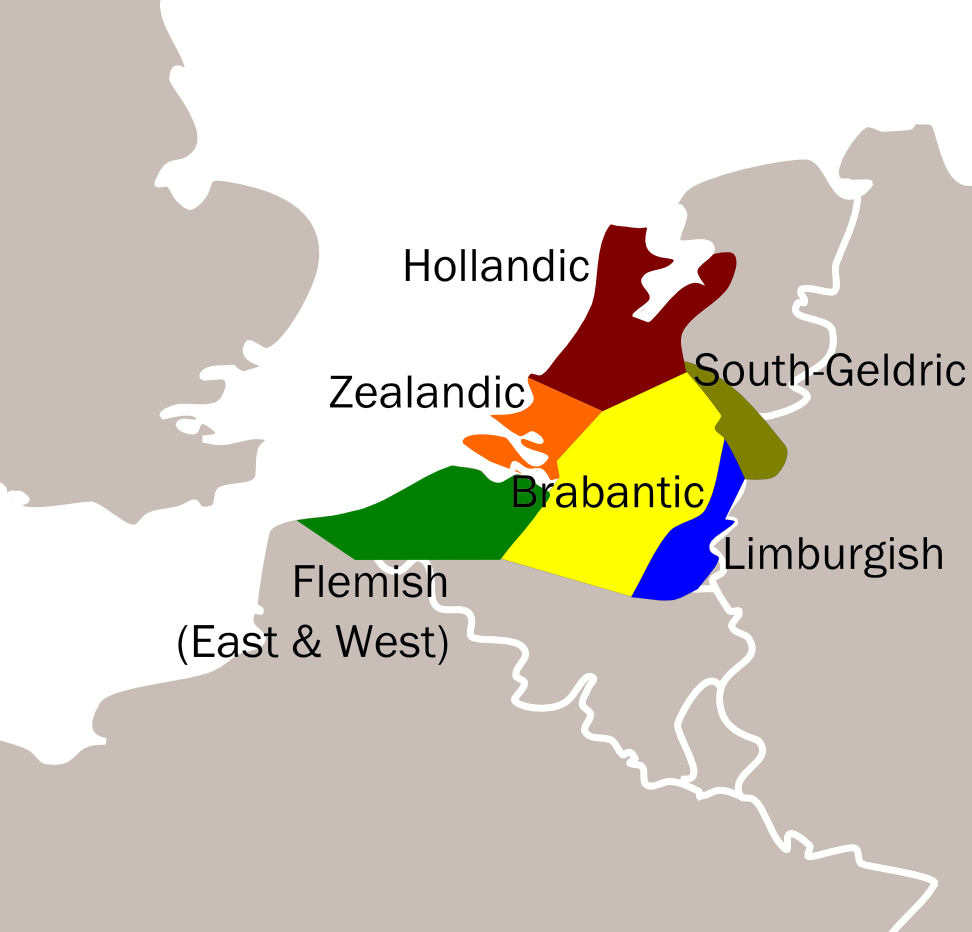
لهجه‌های فرانکونی پایین

- زبانهای هلندی (West Low Franconian)، از جمله هلندی‌های سورینامی، هلندی هلندی (در حال انقراض) و استادرفراف
  - گویش Brabantian، در شمال Brabant، در استان‌های بلژیک Antwerp و Flemish Brabant و همچنین در مناطق مجاور لمبوسی هلندی و بلژیکی صحبت می‌شود
  - Guelderish جنوبی، که در گلدرلند و مناطق مجاور در ایالت آلمان نوردراین-وستفالن صحبت می‌شود (کلورلاندیش، به عنوان مثال: دویسبورگ پلات) از جمله شرق برگیش، بخشی از گروه گویش انتقالی Meuse-Rhenish با Ripuarian است.
    - لهجه هلندی Pella در Pella، آیووا، ایالات متحده

  - زبانهای فلاندری غربی، در زوستر فلاندر و فلاندر غربی بلژیک صحبت می‌شوند
    - Flemish فرانسه در Flanders فرانسه

  - فلاندر شرقی، در فلاندرز شرقی زلاند، در فلاندر شرقی بلژیک و در مناطق مجاور غرب فلاندر صحبت می‌شود
  - زیلاندی که در زلاند و مجاور Goere-Overflakkee کاربرد دارند
  - هلندیک، در هلند شمالی و جنوبی صحبت می‌شود
- لیمبورخی (East Franc Franconian شرقی)، به زبان هلندی و بلژیکی بلغارستان، و همچنین در مناطق مجاور لیژ و ایالت آلمان نوردراین-وستفالن صحبت می‌شود
  - گویشهای برگشی، فقط در آلمان صحبت می‌شود، بخشی از گروه گویش‌های انتقالی Meuse-Rhenish
  - گویش‌های کم Dietsch (Platdiets) در شمال شرقی استان بلژیک لیژ
  - گویش لیمبی جنوب شرقی، بخشی از گروه گویش انتقالی Meuse-Rhenish
- آفریقایی، در آفریقای جنوبی و نامیبیا به کار می‌روند

### مرکزی و راین فرانسونی

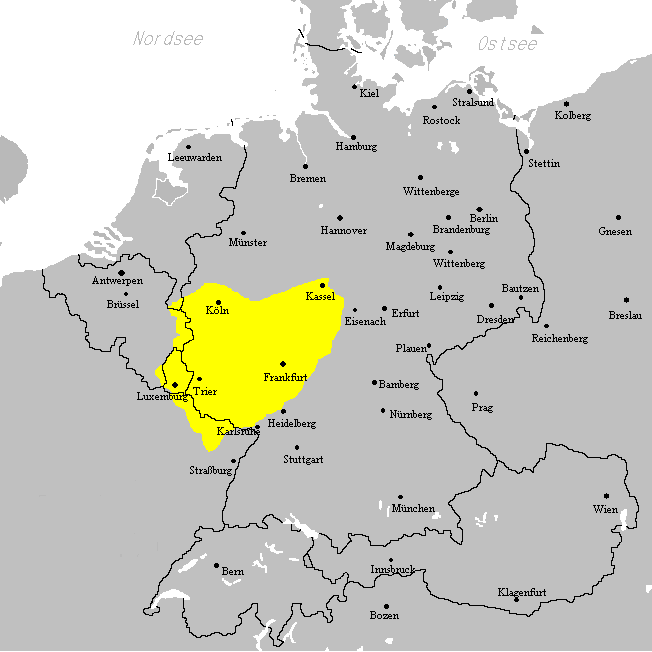
منطقه زبان آلمانی آلمانی مرکزی

لهجه‌های آلمانی غربی مرکزیو فرانکلونیایی راینی در کشورهای آلمانی نوردراین-وستفالن شمالی -غربی، بیشتر راینلاند-فالتس، زارلند، شمال بادن-وورتمبرگ، جنوب هسن، شمال بایرن، در حاشیه مرز موزل فرانسه صحبت می‌شود. در لوکزامبورگ و همچنین ساکسون‌های ترانسلوانی در رومانی و توسط آلمانی‌های پنسیلوانیا در آمریکای شمالی نیز صحبت می‌شوند. تخمین زده می‌شود که این گویش‌ها حدود ۱۷۰۰۰٬۰۰۰ گویشور بومی داشته باشند
- گویشهای فرانکونیایی مرکزی
  - زبان ریپواری، در شمال راینلند صحبت می‌شود، از جمله زبان کلنی (Kölsch)
  - موزل فرانکونیایی، که در راینلند جنوبی صحبت می‌شود، از جمله گویشهای لوکزامبورگ و ترانسلوانیایی ساکسون
- گویشهای فرانکونیایی راینی
  - آلمانی پالاتن، از جمله زبان آلمانی پنسیلوانیایی (که بیشتر به عنوان هلندی پنسیلوانیا شناخته می‌شود)
  - هسیان، در ایالت هسن و در مجاورت منطقه رنیش هس در راینلاند-فالتس
- لورن فرانکونیایی، اصطلاح جمعی برای گویشهای مرکزی و راین فرانسه که در فرانسه صحبت می‌شود

### فرانکونیایی بالا

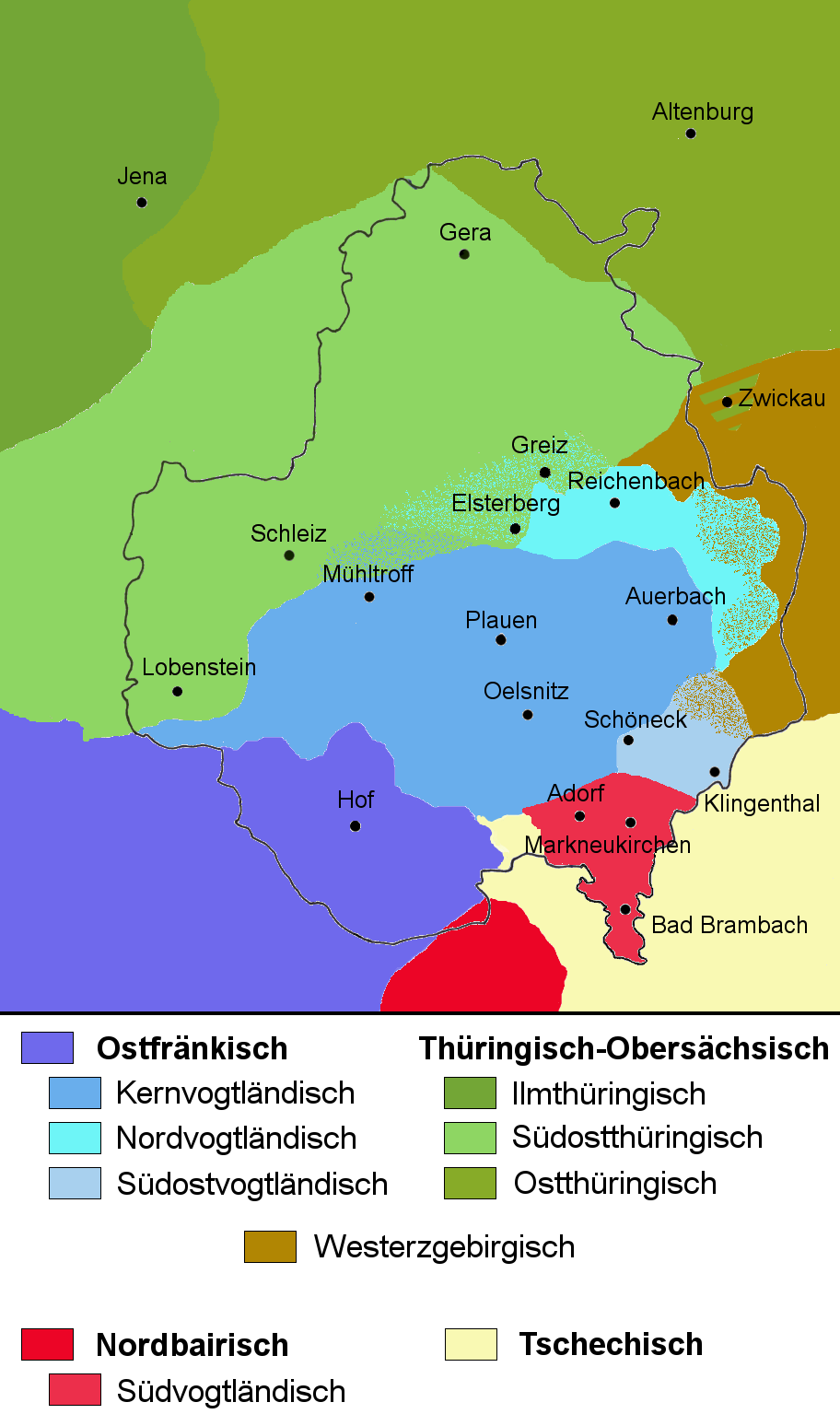
گویشهای فرانسوی Vogtland، شرقی‌ترین منطقه فرانسوی زبان است. Franconian Vogtland (بایرن):

گویش فرانکونی بالا شامل گویش‌های فرانکونی شرقی و جنوبی می‌شوند. این گویش‌ها گویش‌های انتقالی بین آلمانی مرکزی و آلمانی بالا هستند و تخمین زده می‌شود ۲۵۰۰۰۰۰ نفر گویشور داشته باشند.

#### فرانکونیایی شرقی
شاخه گویش فرانکونیای شرقی یکی از شاخه‌های پرخاطب در آلمان است. این گویش‌ها عمدتاً در منطقه فرانکونی به کار می‌رود. فرانکونی از مناطق باواریایی ففرانکن علیا، میانه و سفلی، منطقه تورینیا جنوبی (تورینگن) و قسمتهای شرقی منطقه Heilbronn-Franken (Tauber Franconia و Hohenlohe) در بادن-وورتمبرگ تشکیل می‌شود. شرقی‌ترین مناطق فرانسوی زبان، قسمت‌های زاکسن وگت لند است که در قسمت‌های مرکزی آن فرانکونیای شرقی (هسته ووگلندین) و در قسمت‌های شرقی آن به گویش‌های انتقالی (شمال ووگلندیا و جنوب شرقی وگت لند) صحبت می‌شود. گویشهای فرانکونیایی شرقی تنها گویشهای فرانکونیایی هستند که توسط گویندگان آنها از آنه به عنوان "فرانکونیایی" یا "Franconian" یاد می‌شود. فقط گویندگان زاکسن وگتلند از گویشهای خود به جای "فرانکونیایی" به گویشهایشان "Vogtlandian" یاد می‌کنند. بزرگترین شهرها در منطقه گویش فرانکونیای شرقی نورنبرگ و وورتسبورگ هستند.

#### فرانکونیایی جنوبی
فراکونیایی جنوبی در شمال Baden-Württemberg در آلمان صحبت می‌شود و نیز در منطقه آلساک فرانسه. این گویش‌های در آلمان شاخه ای از آلمانی و در فرانسه به عنوان گویشهای آلساتی (Alsatian) شناخته می‌شوند. در منطقه بادیان (Badian) به عنوان گویش‌های Unterländisch شناخته می‌شوند. همچنین به علت نفوذی که از اشتوتگارت گرفته‌اند، به عنوان شوابیان (Swabian) یا اشتوتگارتی هم شناخته می‌شوند. بزرگترین شهرهای دارای لهجه فرانکونیایی جنوبی کارلسروهه و هیلبرون هستند.

## معنی فرانکونیایی
همان‌طور که در مورد زبانهای مدرن صدق می‌کند، مفهوم فرانکونیایی ("Franconian") از لحاظ معنایی تا حدودی متغیر است. این کلمه می‌تواند به یک زنجیره گویشی از زبانهای ژرمنی غربی اشاره کند که در راینلند صحبت می‌شوند، از جمله کلیه گویشهای بین هلندی و آلمانی استاندارد. از دیدگاه زبانشناسی، راینلند منطقه ای واسطه ای است که فن رنیش (Rhenish Fan) در آن واقع شده‌است، منطقه ای که هشت مرز همگویی در آن وجود دارد.

## کتابشناسی
- Dekker, Cornelis (1998). The origins of Old Germanic studies in the Low Countries. Studies in Intellectual History. Vol. 92. Leiden: Brill.
- Feulner, Hans-Jürgen; Wunder, Bernhard; Bittruf, Doris; Grebner, Stefan (1997). Wie såchd denn Ihr dezu?: Ein fränkisches Mundart-Wörterbuch für den Landkreis Kronach. Schirmer Druck, Mitwitz. ISBN 3-9803467-3-0.
- Munske, Horst Haider; Hinderling, Robert (1996). "Linguistic Atlas of Bavaria-Swabia", "Linguistic Atlas of Middle Franconia", "Linguistic Atlas of Lower Franconia", "Linguistic Atlas of North East Bavaria", "Linguistic Atlas of Lower and Upper Bavaria". Bavarian Linguistic Atlas. Heidelberg: University Press. ISBN 3-8260-1865-6.
- Munske, Horst Haider; Klepsch, Alfred (2004) [2003]. Linguistic Atlas of Middle Franconia. Heidelberg: University Press.
- van der Horst, J. M. (2002). Introduction to Old Dutch. University Press, Leuven.
- Wells, Chris (1985). German: A Linguistic History to 1945. Oxford: Clarendon Press.